# Christian Kühlwetter
Christian Kühlwetter, né le 21 avril 1996 à Bonn en Allemagne, est un footballeur allemand qui évolue au poste d'avant-centre au Jahn Ratisbonne.

## Biographie

### FC Kaiserslautern
Né à Bonn en Allemagne, Christian Kühlwetter est formé par le FC Cologne mais il n'a jamais sa chance en équipe première.
Kühlwetter rejoint le FC Kaiserslautern en juillet 2016. Il signe un nouveau contrat le 7 décembre 2018, courant jusqu'en juin 2021.
Avec cette équipe, il inscrit 12 buts en 3. Liga (troisième division) lors de la saison 2018-2019, puis 14 buts dans ce même championnat la saison suivante.

### FC Heidenheim
Le 1er septembre 2020, Christian Kühlwetter s'engage en faveur du FC Heidenheim,. Il découvre alors la deuxième division allemande, jouant son premier match le 20 septembre 2020 face à l'Eintracht Brunswick, lors de la première journée de la saison 2020-2021. Il entre en jeu à la place de Stefan Schimmer (en) et se montre décisif en délivrant une passe décisive pour Kevin Sessa. Son équipe l'emporte par deux buts à zéro.
Le 29 novembre 2020, il se met en évidence en étant l'auteur d'un triplé en championnat, lors de la réception du Hambourg SV, permettant à son équipe d'arracher la victoire (3-2). Il inscrit un total de 13 buts en championnat cette saison là.

### Jahn Ratisbonne
Christian Kühlwetter quitte le FC Heidenheim à l'été 2024, à la fin de son contrat avec le club et rejoint ainsi librement le Jahn Ratisbonne. le transfert est annoncé dès le 18 juin 2024 et il signe un contrat de deux ans, soit jusqu'en juin 2026,.

## Palmarès
FC Heidenheim
- Championnat d'Allemagne D2
  - Champion : 2023